# タシュケント市電
タシュケント市電は、ウズベキスタンのタシュケント市にかつて存在した、中央アジアで最古かつ最大の路面電車網である。開業は1912年12月29日、廃止は2016年5月2日である。2011年時点では6つの運行系統で約120両の電車を運行していた。ソビエト連邦の崩壊後の1992年からは地下鉄、バスとともにToshshahartranshizmat という会社により運営されていた。

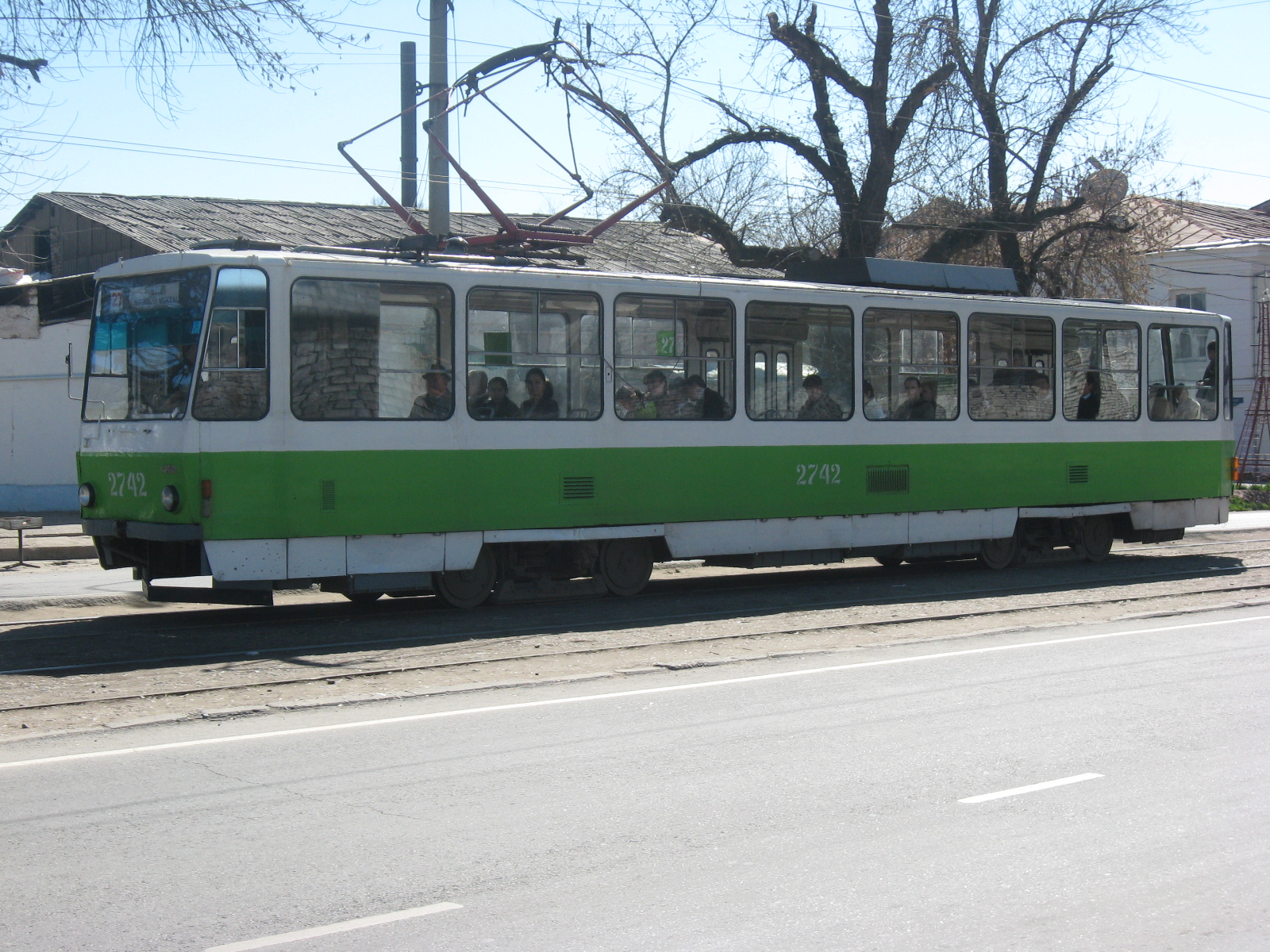
T6B5形電車

## 略史
- 1901年: 最初の馬車鉄道が、免許を受けたベルギーの企業により開通、軌間1000mm。
- 1912年 : 馬車鉄道が一部、電化される。
- 1936年 : 路線の一部が広軌 (1520mm) 化される。以後の延伸路線は広軌で建設されるようになる。当時のソ連ではすでに狭軌の電車は作られていなかったことによる。
- 1947年 : 最初のトロリーバス路線が開業。
- 1968年 : 狭軌の路線全廃。
- 1991年 : この年をさかいに路線延長の規模が縮小し始める。
- 2010年 : タシュケントのトロリーバス、全廃。
- 2016年：タシュケント市長が路面電車全廃を表明[1]。
- 2016年5月2日：全線廃止。115年の歴史に幕を降ろす。

## 車庫
廃止時点で2箇所が現存した。2010年までは第3車庫にはトロリーバスの車庫も併設されていた。

### 第2車庫
- 所在地 : Lutfi ko'chasi 街75番地
- 車種 : T6B5、KTM-19 (71-619KT)、71-402 「スペクトル」、Vario LF
- 担当運行系統 : 8、9、12、17、26号の各系統

### 第3車庫
- 所在地 : Temur Malik ko'chasi 街3a番地
- 車種 : T6B5、KTM-19 (71-619KT)、71-403 「スペクトル」
- 担当運行系統 : 13号系統

## 主要な車両
すべて単行のボギー車。片運転台であり、折り返し停留所と車庫にはループ線を有していた。架線電圧は600V。
- タトラT6B5 : チェコのČKDタトラ製。
- KTM-19 : ロシア、チェリャビンスク州所在のウスチ＝カタフ車両工場製。30両あったが4両が火災で使用不能。

## 運賃
2011年4月時点では、運賃は乗り切り均一制で、片道600スムであった。乗車券は車内で車掌から購入する形であった。

## 参考
- ウズベキスタンの電車による交通 （ロシア語）
- ウズベキスタン公共交通フォーラム （ロシア語）